# Bagliettoa limborioides
Bagliettoa limborioides är en lavart som beskrevs av A. Massal. Bagliettoa limborioides ingår i släktet Bagliettoa och familjen Verrucariaceae.   Inga underarter finns listade i Catalogue of Life.